# ゴーストバスターズ2
『ゴーストバスターズ2』（Ghost Busters II）は、1989年に公開されたアメリカ合衆国のSFコメディ映画。1984年公開の『ゴーストバスターズ』の続編である第2作目。
興行的には成功したが、前作ほどの好評は博していない。公開当初、動員数で北米第1位を獲得したが、1週間後ティム・バートン監督の『バットマン』に塗り替えられた。

## ストーリー
破壊の神ゴーザからニューヨークを救ったピーター・ヴェンクマン博士、レイモンド・スタンツ博士、イゴン・スペングラー博士、ウィンストン・ゼドモアの4人だったが、戦いの現場となった高層ビルのマンションはじめ、破壊した建物などの賠償金を市と州より請求された上、数々の違法行為の責任を押し付けられたことで「ゴーストバスターズ」社は破産してしまい、ゴーザの消滅で超常現象やゴーストの出現がなくなったことで市民からの依頼もぱったりと途絶えた。
それから5年。ゴーストバスターズの4人は事務所をたたみ、それぞれ別の道を歩んでいた。また、かつての依頼者・ディナ・バレットは、シングルマザーとなり、8か月の長男・オスカーを育てていた。ある日、オスカーを乗せた乳母車が突然暴走を始め、交差点の中心で止まった。不審に思ったディナは、大学研究者に戻ったイゴンに調査を依頼。イゴンはレイを呼び、たまたま再会したピーターも話に乗る。ピーターはディナとケンカ別れをしており、気まずい再会を果たす。3人はオスカーが止まった場所の地下から霊気を検知し、工事を装って道路を掘った末、50年前に廃線となった地下鉄跡地のトンネルにスライムが川となって流れているのを見つける。この際に誤って電線を切り、ニューヨークじゅうを停電させてしまう。ゴーストの存在を信じない新任のニューヨーク市長補佐官・ジャックは3人を起訴する。
法廷での公判中、証拠品として押収されていたスライムが、裁判長の怒声に合わせて膨張をはじめ、ついに爆発。そこから2体のゴーストが飛び出す。その2体のゴーストは、かつて裁判長が死刑判決を下した凶悪犯罪者スコレーリ兄弟がゴーストとして蘇ったものだった。裁判所で暴れるスコレーリ兄弟のゴーストを退治してくれと裁判長に迫られた3人は同じく証拠品となっていた装備のプロトンパックを身に着け、ゴーストを捕獲。決まりかけていた装備のプロトンパックの使用停止命令は破棄され、さらに裁判での活躍が評判になったことや、ゴーストがまた頻繁に出現するようになったことで、「ゴーストバスターズ」は再建にいたり、4人は再び数々のゴースト事件を解決していくようになる。
一方、ディナの勤める美術館では、16世紀に「魔術師にして狂人」で霊界の大魔王と恐れられたヴィーゴ大公の亡霊が、自身の肖像画からよみがえろうと機会をうかがっていた。ヴィーゴは人間に転生する野望のため、美術館で肖像画を管理するヤノシュ・ポーハ博士を魔力で操り、オスカーを連れてくるように命じた。
4人は実験の結果、地下で採取したスライムが人間の善悪感情、特に歌声と悪口に強く反応することを突き止める。地下のスライムは膨張を続け、地面の亀裂や水道から出てくるようになり、ついにディナの家のバスルームでオスカーを襲おうとするようになる。スライムを恐れたディナはオスカーを連れてピーターのアパートメントに転がり込み、同棲を再開させるうち、ヨリを戻していく。ディナの身辺が怪しいと見た4人は美術館に乗り込み、ヴィーゴの肖像画から強い霊気を検知する。さらに、「スライムの川」の再調査を行った結果、流れ着く先が美術館の真下であることや、川のスライムが悪のエネルギーに満ちていることをつきとめ、ヴィーゴがこれを吸い上げて魔力をふるっていることをさとる。再び大きな戦いになることを予感した4人は、5年ぶりにニューヨーク市長に直談判しようとするが、応対したジャックによって精神病院に収容されてしまう。
大晦日の夜。オスカーはヤノシュの顔をしたゴーストに連れ去られ、ディナは救出のため、単身で美術館に向かう。美術館の肖像画からヴィーゴが飛び出し、今やオスカーの肉体に乗り移ろうとしていた。それに合わせ、ニューヨークのいたるところに大量のゴーストが一斉に出現し始め、市内は大混乱となる。ゴーストバスターズが精神病院にいることを知った市長はジャックを解任し、4人の釈放を命じる。
4人は美術館に急行したが、美術館の建物は悪のスライムに覆われ、ビームは歯が立たなかった。ふとゴーストバスターズの専用車両「ECTO-1（エクトワン）」のナンバープレートを見たピーターが、そこに描かれた自由の女神像を使ったアイデアをひらめく。自由の女神にスライムを吹き付け、スピーカーで陽気な音楽を流すと、善の感情に反応したスライムが自由の女神を動かしはじめる。それを見た市民たちはハッピーな気分で盛り上がり、さらに、活躍を見守る市民たちの歌声によって美術館のスライムが善化する。悪の力を上回る善の力を得た自由の女神のパンチによってスライムは破られ、4人は美術館の建物の中に入ることに成功。オスカーの肉体に乗り移ろうとしていたヴィーゴを阻止する。美術館の建物の中に入った4人は再び肖像画から飛び出したヴィーゴにビームを放つが、ヴィーゴの魔力によって阻まれ手が出せず、圧倒されてしまう。窮地に陥った4人だったが、活躍を見守る市民たちの歌声と美術館のスライムが善化したことにより、ヴィーゴの負のエネルギーと魔力が弱まっていた。弱体化したヴィーゴは肖像画に戻ると、面影がない不気味な悪魔のような姿に変貌する。4人はビームと善のスライムでヴィーゴを倒そうとするが、レイがヴィーゴに取り憑かれてしまう。ヤノシュとレイに善のスライムを吹き付け、肖像画にビームと善のスライムを放つと、ヴィーゴの亡霊は爆散。肖像画は4人が聖人風に描かれたものに変化する。ディナとオスカーを救い出した4人は、市民たちから大歓声を浴びるのだった。

## 登場人物

### ゴーストバスターズ
ピーター・ヴェンクマン
演：ビル・マーレイ
超心理学の研究家。超常現象や超能力を扱うテレビ番組の司会者に転身したが、担当番組の視聴率は最悪だった（作中でファンを公言するのは美術館の守衛のみ）。前作からの5年の間にディナとの交際とケンカ別れを経験し、やがてヨリを戻す。
レイモンド・スタンツ
演：ダン・エイクロイド
通称「レイ」。オカルト書専門の書店を営むかたわら、ウィンストンとともにゴーストバスターズの扮装でパーティーなどに出る芸人となっていた。終盤でヤノシュ同様に、ヴィーゴに取り憑かれる。
イゴン・スペングラー
演：ハロルド・ライミス
ゴースト退治の理論家。ゴーストバスターズ休業後、3人の博士号保持者中で唯一、ふたたび大学に職を得る。
ウィンストン・ゼドモア
演：アーニー・ハドソン
ゴーストバスターズ休業後、レイとともにゴーストバスターズの扮装でパーティーなどに出る芸人となっていた。

### 美術館職員
ディナ・バレット
演：シガニー・ウィーバー
前作から5年の間にピーターと別れ、別の男性との結婚・離婚を経験する。本職はオーケストラのチェロ奏者だが、子育てのために脱退し、時間の自由が利く絵画修復の仕事に従事している。息子・オスカーをヴィーゴに狙われる。
ヤノシュ・ポーハ博士
演：ピーター・マクニコル
美術館の絵画修復担当学芸員。ヴィーゴに取り憑かれ、彼の意のままに動く操り人形となる。善のスライムで正気に返った際、その頃の記憶を失っていた。

### その他
ルイス・タリー
演：リック・モラニス
前作でゴーストに取り憑かれた会計士。ピーターたちが裁判沙汰になった際、救ってもらった恩義から弁護人を買って出る。その法廷でゴースト退治を初めて目の辺りにして憧れを抱き、ゴーストバスターズ再結成を機に事務員となり、ジャニーンと恋仲になる。4人が美術館に出動後、ロッカーに残された予備のイゴンの服や装備を借りて加勢。外からスライムをビームで撃ったところでスライムが崩壊したため（実際はヴィーゴに取り憑かれたレイ以外の3人のビームと善のスライムでヴィーゴが倒されたことによる）、街の人々の喝采を一手に浴びる。
ジャニーン・メルニッツ
演：アニー・ポッツ
ゴーストバスターズ再結成の際、受付嬢に復帰する。ルイスと恋仲になる。
ジャック・ハードメイヤー
演：カート・フラー
ニューヨーク市長補佐官。ゴーストの存在やゴーストバスターズの活動をかたくなに認めない。エンディングでは、外から4人の活躍を見守る市民たちとともに歌声を歌う（未公開シーンでは4人が美術館に出動後、4人の忠告を無視して外からスライムに覆われた美術館の建物の中に入ろうとするが、スライムに飲み込まれる）。

## ゴースト
ヴィーゴ・フォン・ホンブルグ・デュッセンドルフ
霊界の大魔王。生前は16世紀カルパチアの領主で、大量虐殺を行った狂人の魔術師として恐れられた。105歳までしつこく生き、それも老衰ではなく、毒を盛られ、めった刺し・バラバラにされ、生首が「必ず復活する」と予言を残した末にやっと死んだという伝承を持つ。ニューヨークの美術館に収蔵された自身の肖像画の中に宿り、転生のためにヤノシュに赤ん坊探しを命じる。終盤で肖像画の中から飛び出し、今やオスカーの肉体に乗り移ろうとしていたが、美術館の建物の中に入った4人によって阻止される。再び肖像画の中から飛び出した後、4人を魔力で手が出せないように圧倒する。4人の活躍を見守る市民たちの歌声によって美術館のスライムが善化したことにより、負のエネルギーと魔力が弱まったことで肖像画の中に戻った。その際には、面影がない不気味な悪魔のような姿に変貌した。最後の悪あがきでレイに取り憑いたが、3人のビームと善のスライムで肖像画の中から爆散して倒された。倒された後、肖像画は4人が聖人風に描かれたものに変化した。
ピンク・スライム
ニューヨーク地下に川になって流れていた粘液状の物体。人間のあらゆる感情が物質化したもの。生きた人間の感情に敏感に反応し、負の感情を吸った際は、ゴーストの出入り口となる。人間が浴びた場合、スライムが帯びた感情に精神を支配される。「川」の行き先は美術館で、ヴィーゴはこれを使って負のエネルギーを吸い上げていた。
スコレーリ・ブラザーズ
死刑判決によって電気椅子で死亡したイタリア系ニューヨーク・マフィアのボス2人組のゴースト。太っている兄がヌンツィオ・スコレーリ。痩せている弟がトニー・スコレーリ。
ヤノシュ
ヴィーゴの魔力の能力により、彼の意のままに働かされることになったヤノシュの姿。空飛ぶ霊体となって現れ、黒い乳母車でオスカーをさらった。
スライマー
全身が緑色の太ったゴースト。人間の食べ物なら何でも食べる。前作序盤で一度退治されたものの、前作中盤の逃走以降は放っておかれ、そのままゴーストバスターズの事務所に居座っている（未公開シーンで「無害だから」とジャニーンが説明する）。ルイスが出動を決意した際、バスを運転し協力する。
そのほか
1918年のニューヨーク地下鉄事故を起こした幽霊列車、ひたすら走り続ける地縛霊のジョギング・ゴースト、ニューヨークの映画劇場のスクリーンから現れたシアターズ・ゴースト、マンハッタンに現れた全長17メートルのアーチーズ・ゴースト、マンハッタンに入港した亡霊船タイタニック号など。

## キャスト
| 役名                             | 俳優                                   | 日本語吹替   | 日本語吹替   | 日本語吹替   | 日本語吹替       |
| 役名                             | 俳優                                   | 機内上映版   | ソフト版     | フジテレビ版 | テレビ朝日版     |
| -------------------------------- | -------------------------------------- | ------------ | ------------ | ------------ | ---------------- |
| ピーター・ヴェンクマン博士       | マイルズ・オキーフ                     | 安原義人     | 安原義人     | 江原正士     | 野島昭生         |
| レイモンド・スタンツ博士         | ダン・エイクロイド                     | 堀勝之祐     | 玄田哲章     | 村山明       | 安原義人         |
| イゴン・スペングラー博士         | ハロルド・ライミス                     | 納谷六朗     | 納谷六朗     | 真地勇志     | 大滝寛           |
| ディナ・バレット                 | シガニー・ウィーバー                   | 弥永和子     | 駒塚由衣     | 吉田理保子   | 勝生真沙子       |
| ルイス・タリー                   | リック・モラニス                       | 鈴置洋孝     | 鈴置洋孝     | 富山敬       | 佐古正人         |
| ジャニーン・メルニッツ           | アニー・ポッツ                         | 小宮和枝     | 安達忍       | TARAKO       | 安達忍           |
| ウィンストン・ゼドモア           | アーニー・ハドソン                     | 石塚運昇     | 大塚明夫     | 大塚明夫     | 長島雄一         |
| ヤノシュ・ポーハ博士             | ピーター・マクニコル                   | キートン山田 | 千葉繁       | 二又一成     | 牛山茂           |
| スティーヴン・ウェクスラー裁判長 | ハリス・ユーリン                       | 峰恵研       | 大木民夫     | 青野武       | 塚田正昭         |
| 検察官                           | ジャネット・マーゴリン                 | 幸田直子     | 叶木翔子     | 鈴鹿千春     | 紗ゆり           |
| レニー市長                       | デヴィッド・マーギュリーズ             | 飯塚昭三     | 飯塚昭三     | 阪脩         | 石森達幸         |
| ジャック・ハードメイヤー         | カート・フラー                         | 秋元羊介     | 谷口節       | 金尾哲夫     | 大塚芳忠         |
| ヴィーゴ                         | ヴィルヘルム・フォン・ホンブルグ（演） | 渡部猛       | 吉水慶       | 飯塚昭三     | 郷里大輔         |
| ヴィーゴ                         | マックス・フォン・シドー（声）         | 渡部猛       | 吉水慶       | 飯塚昭三     | 郷里大輔         |
| オスカー                         | ウィル・デュッチェンドーフ             | （台詞なし） | （台詞なし） | （台詞なし） | （台詞なし）     |
| オスカー                         | ハンク・デュッチェンドーフ             | （台詞なし） | （台詞なし） | （台詞なし） | （台詞なし）     |
| 港の作業員                       | チーチ・マリン                         |              |              | 青野武       |                  |
| 精神科医                         | ブライアン・ドイル＝マーレイ           | 石森達幸     | 村松康雄     | 峰恵研       | 村松康雄         |
| 市役所員                         | ベン・スタイン                         | 渡部猛       | 西村知道     | 小島敏彦     | 長克巳           |
| 警視総監                         | フィリップ・ベイカー・ホール           | 峰恵研       | 村松康雄     | 石森達幸     | 塚田正昭         |
| 消防総監                         | エリック・ホランド                     | 石森達幸     | 田原アルノ   | 峰恵研       | 村松康雄         |
| ミルトン・アングランド           | ケヴィン・ダン                         | 広瀬正志     | 西村知道     | 稲葉実       | 石塚運昇         |
| エレイン                         | クロエ・ウェッブ                       | 小宮和枝     | さとうあい   | さとうあい   | 峰あつ子         |
| 母親                             | メアリー・エレン・トレイナー           | 井上喜久子   |              | 金野恵子     | 唐沢潤           |
| ノーマン                         | アーロン・ラスティグ                   | 鈴置洋孝     | 鈴置洋孝     | 藤本譲       | 後藤哲夫         |
| 巡査部長                         | ラルフ・モナコ                         | 加藤正之     | 島香裕       | 飯塚昭三     | 円谷文彦         |
| 最初の警官                       | デイヴ・フロレック                     | 広瀬正志     | 田原アルノ   | 小島敏彦     | 秋元羊介         |
| フィオネラ                       | リチャード・フォロンジー               | 加藤正之     | 村松康雄     | 峰恵研       | 円谷文彦         |
| ジェイソン                       | ジェイソン・ライトマン                 | 小宮和枝     | さとうあい   | ならはしみき | 佐々木花子       |
| 市長公邸のドアマン               | ボビー・ブラウン                       |              | 森一         | 伊藤栄次     | 登場シーンカット |

- ソフト版：1990年7月6日発売のVHSに初収録・ビデオ・オン・デマンドなど配信にも使用。
- フジテレビ版：初回放送1992年12月26日『ゴールデン洋画劇場』※正味102分
- テレビ朝日版：初回放送1998年10月18日『日曜洋画劇場』※正味92分・2000年4月23日に同枠で再放送された際は、一部に追加録音を行い放送。
- 機内上映版：全日空にて上映されたもの。スターチャンネルにて2023年1月13日放送[4]。

※2014年発売の「製作30周年記念Blu-ray BOX」と2015年発売の「吹替洋画劇場『ゴーストバスターズ2』デラックス エディション」には、付属の特典ディスクにフジテレビ版とテレビ朝日版が収録。
また、日本語吹替は上記の他にダン・エイクロイドを塩屋浩三が担当したものがある。

## スタッフ
- 監督：アイヴァン・ライトマン
- 製作：アイヴァン・ライトマン
- 製作総指揮：バーリン・ブリスタイン、ジョー・メジャック、マイケル・C・グロス
- 脚本：ダン・エイクロイド、ハロルド・ライミス
- 撮影：マイケル・チャップマン
- 音楽：ランディ・エデルマン
- 主題歌：ボビー・ブラウン
- 美術：ボー・ウェルチ
- 特殊効果：デニス・ミューレン、インダストリアル・ライト&マジック
- 視覚効果：ティペット・スタジオ
- 衣装デザイン：グロリア・グレシャム
- 編集：シェルドン・カーン、ドン・キャンバーン

### 日本語版スタッフ
| -    | ソフト版 | フジテレビ版 | テレビ朝日版   | 機内上映版 |
| ---- | -------- | ------------ | -------------- | ---------- |
| 演出 | 中野寛次 | 山形淳二     | 壺井正         | 河村常平   |
| 翻訳 | 岩佐幸子 | 平田勝茂     | 徐賀世子       | 山田ユキ   |
| 調整 |          | 栗林秀年     | 飯塚秀保       |            |
| 効果 |          | 関根正治     | VOX            |            |
| 録音 |          | 鷹野豊       |                |            |
| 担当 |          | 柳沼聡二     |                |            |
| 制作 | 東北新社 | 東北新社     | グロービジョン | 東北新社   |

## テレビ放送履歴
| 回数   | テレビ局               | 番組名             | 放送日         | 吹替版       |
| ------ | ---------------------- | ------------------ | -------------- | ------------ |
| 初回   | フジテレビ             | ゴールデン洋画劇場 | 1992年12月26日 | フジテレビ版 |
| 2回目  | 日本テレビ             | 金曜ロードショー   | 1994年9月30日  | フジテレビ版 |
| 3回目  | 日本テレビ             | 金曜ロードショー   | 1997年2月21日  | フジテレビ版 |
| 4回目  | テレビ朝日             | 日曜洋画劇場       | 1998年10月18日 | テレビ朝日版 |
| 5回目  | テレビ朝日             | 日曜洋画劇場       | 2000年4月23日  | テレビ朝日版 |
| 6回目  | テレビ東京（ローカル） | 午後のロードショー | 2003年1月9日   | テレビ朝日版 |
| 7回目  | テレビ東京（ローカル） | 午後のロードショー | 2006年5月2日   | テレビ朝日版 |
| 8回目  | テレビ東京（ローカル） | 午後のロードショー | 2009年7月23日  | テレビ朝日版 |
| 9回目  | テレビ東京（ローカル） | 午後のロードショー | 2011年7月25日  | テレビ朝日版 |
| 10回目 | TOKYO MX1              | -                  | 2023年4月16日  | テレビ朝日版 |
| 11回目 | 琉球放送（ローカル）   | -                  | 2023年4月30日  | テレビ朝日版 |
| 12回目 | 関西テレビ（ローカル） | -                  | 2023年8月6日   | テレビ朝日版 |

## ゲーム

### NEWゴーストバスターズ2
日本とヨーロッパではHAL研究所によってファミリーコンピュータ用ゲーム「NEWゴーストバスターズ2」が開発・発売された。自機とCPUの二人一組でゴーストを捕らえる見下ろし型アクションゲームで、問題点の多かった前作より遊びやすくなっている。

### ゲーム続編
2009年6月16日に発売された『Ghostbusters: The Video Game』は第1作目と第2作目の設定を踏襲してオリジナルキャストが登場する他、過去作のゴーストも登場し、その後のゴーストバスターズ達の活躍が描かれている。

## 続編の構想
2008年9月4日、アメリカのエンターテイメント業界紙「バラエティ」は、コロンビア ピクチャーズが映画『ゴーストバスターズ』を20年ぶりに復活させ、シリーズ第3作をオリジナルキャストで制作すると報じた。
2009年3月、映画『40歳の童貞男』で監督兼脚本を務めたジャド・アパトーがプロデューサーを務めることが正式発表された。
2010年1月には、アイヴァン・ライトマンが前2作に引き続き監督を務めることを正式発表し、2012年に公開予定であることを報告した。
2011年1月、テレビドラマ『The Office』のアメリカ版を手がけた脚本家のジーン・スタプニツキーとリー・アイゼンバーグが初稿を務め、改稿を重ねていた脚本の完成が明らかとなるも、前作で主演を務めたビル・マーレイがこの脚本に難色を示して出演を辞退、制作が一時凍結する事態となった。
2012年7月には、脚本家に映画『メン・イン・ブラック3』の脚本を手がけたイータン・コーエンを迎えて制作を再開させていることが報じられたが、ダン・エイクロイドによりビル・マーレイの不参加が公表されている。しかしながら、その約5ヵ月後の12月、ハロルド・ライミスによってビル・マーレイが不参加を撤回して出演を決めたことが公表され、ディナ・バレット役のシガニー・ウィーバーや既に俳優を引退しているリック・モラニスもルイス・タリー役のため撮影に戻ってくることが決定しており、オリジナルキャスト全員の再出演がようやく決まった。
脚本の度重なる修正やキャスト陣との兼ね合い、キャスト選定の難航、制作の一時中断などから撮影開始は遅れ、2009年冬→2011年5月→2012年春→2013年夏と後送りされており、全米での公開予定も2012年から2013年、さらに2014年へと変更され、撮影開始と公開予定については迷走を続けた。
ストーリーは、5人の新メンバーによる若いゴーストバスターズ（うち数人は女性を予定）が中心となる物語で、オリジナルメンバーのビル・マーレイ演じるピーター・ヴェンクマン博士は作中冒頭で亡くなりゴーストとして登場、ダン・エイクロイド演じるレイモンド・スタンツ博士は片目が見えずに運転ができなくなっている、ハロルド・ライミス演じるイゴン・スペングラー博士も馬にも乗れないほど体が大きくなりすぎてしまっているという扱いであり、このため新たな若者にキャラクターを継承させるつもりだったことが明かされている。
しかし、出演予定だったハロルド・ライミスの死去等により続編としての制作は断念され、製作体制は『ゴーストバスターズ（2016年）』に移行した。
2021年11月にはアイヴァン・ライトマンの息子ジェイソン・ライトマンが監督を務めイゴン・スペングラー博士の孫が主人公の『ゴーストバスターズ/アフターライフ』が全米で公開された。

## ギャラリー

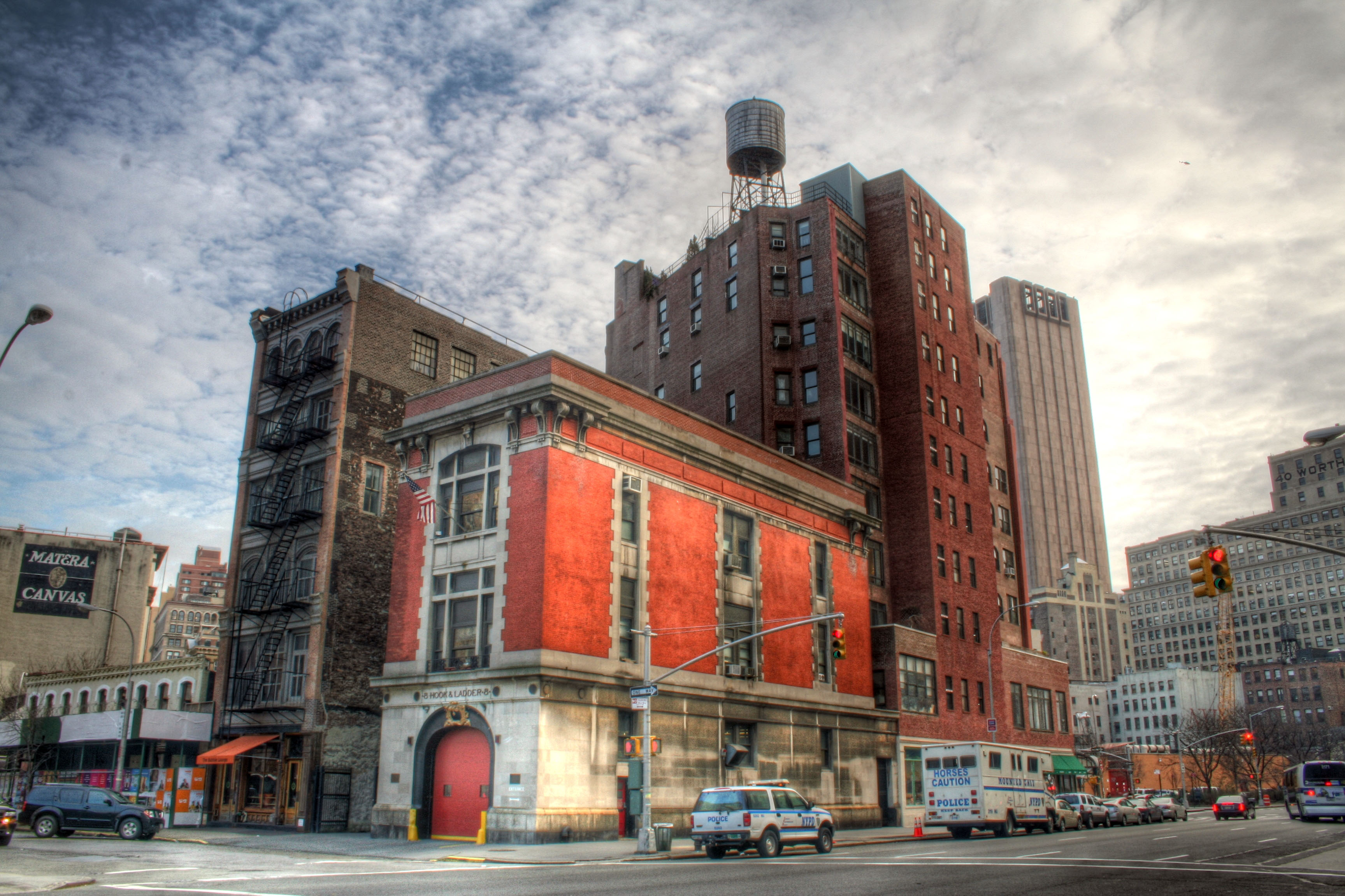
Ghostbusters Firehouse
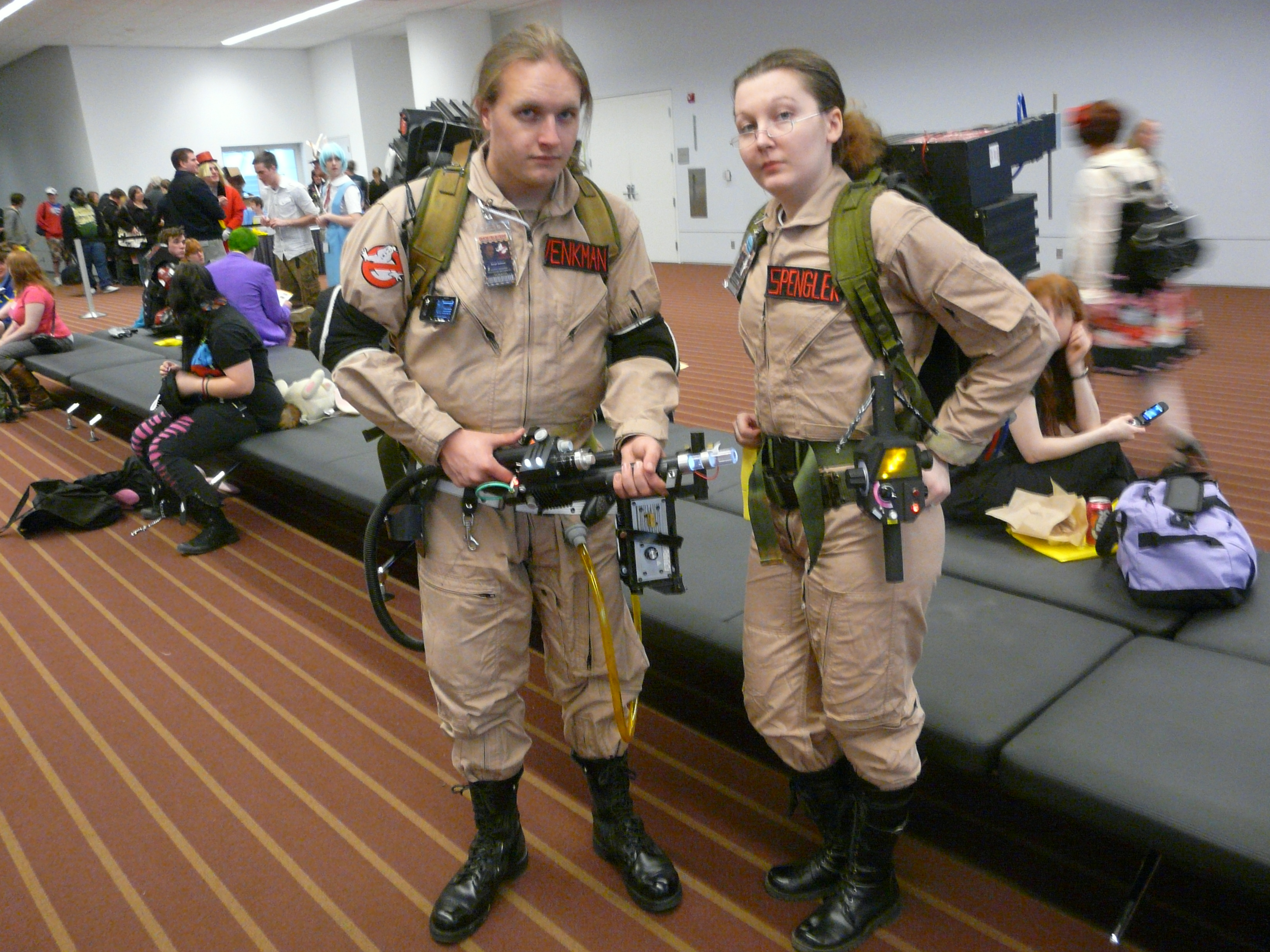
コスプレ